# Biserica de lemn din Alimpești

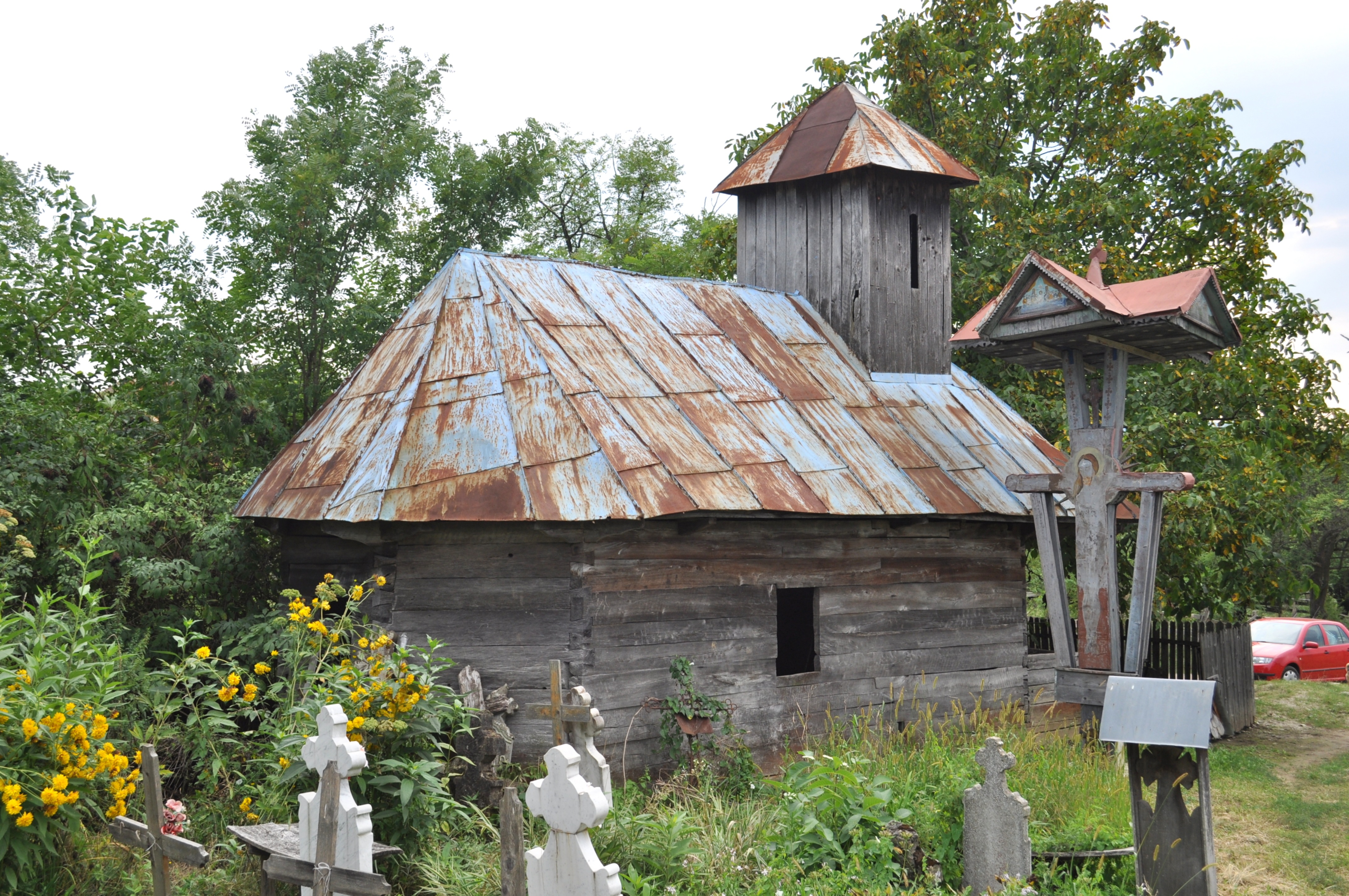
Biserica de lemn „Sfinții Îngeri” din Alimpești, județul Gorj, foto: august 2015.

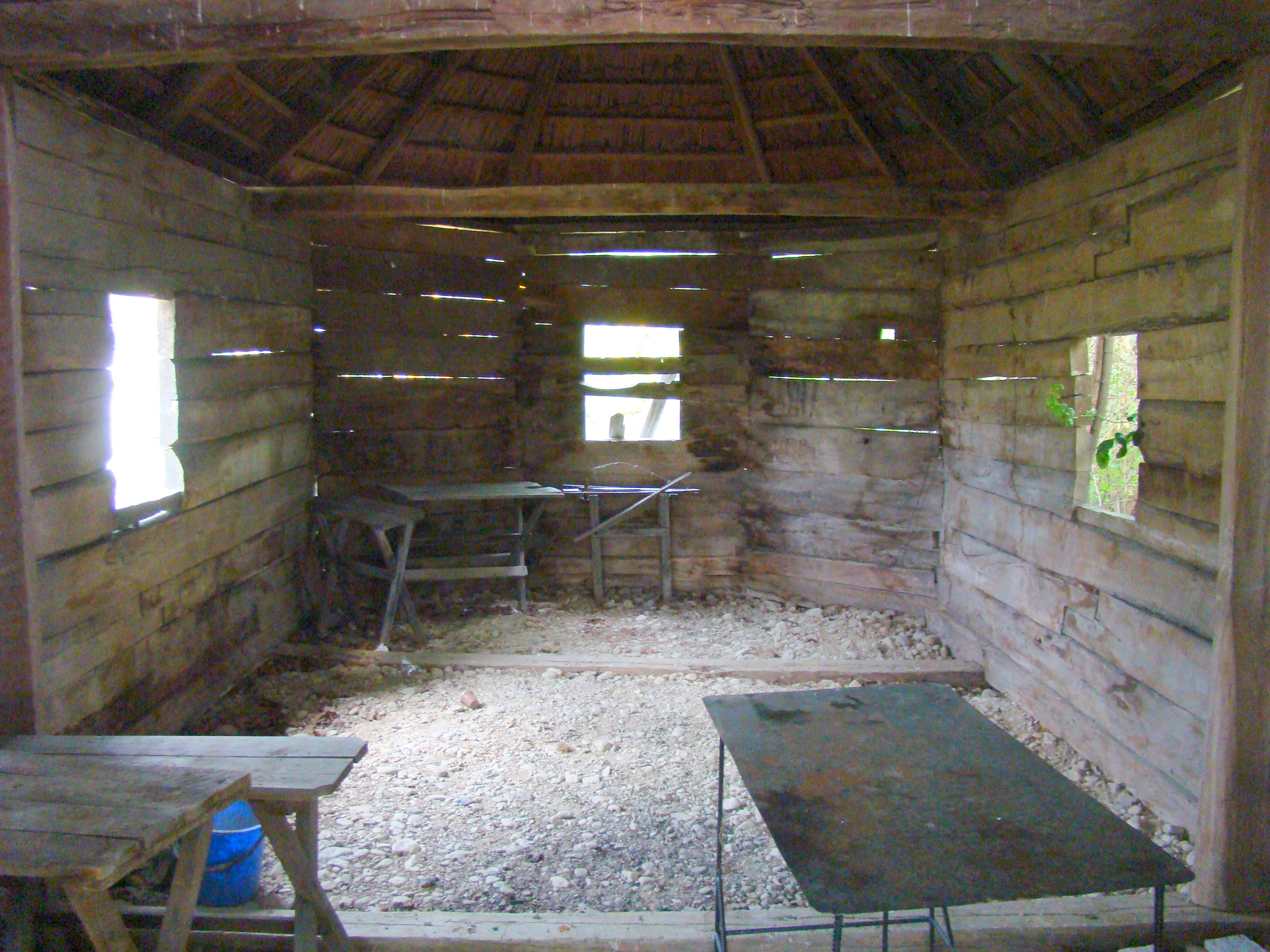
Biserica nu mai este folosită de mult timp și este lăsată în paragină, lipsită de geamuri, în cimitirul satului, situaţie care trădează dezinteresul, atât al comunităţii locale, care şi–a construit o biserică nouă de zid, cât şi al Direcţiei Judeţene de Cultură Gorj

Biserica de lemn din Alimpești, comuna Alimpești, județul Gorj, a fost construită la începutul secolului XIX. Are hramul „Sfinții Îngeri”. Biserica se află pe noua listă a monumentelor istorice sub codul LMI:  GJ-II-m-B-09206.

## Galerie de imagini

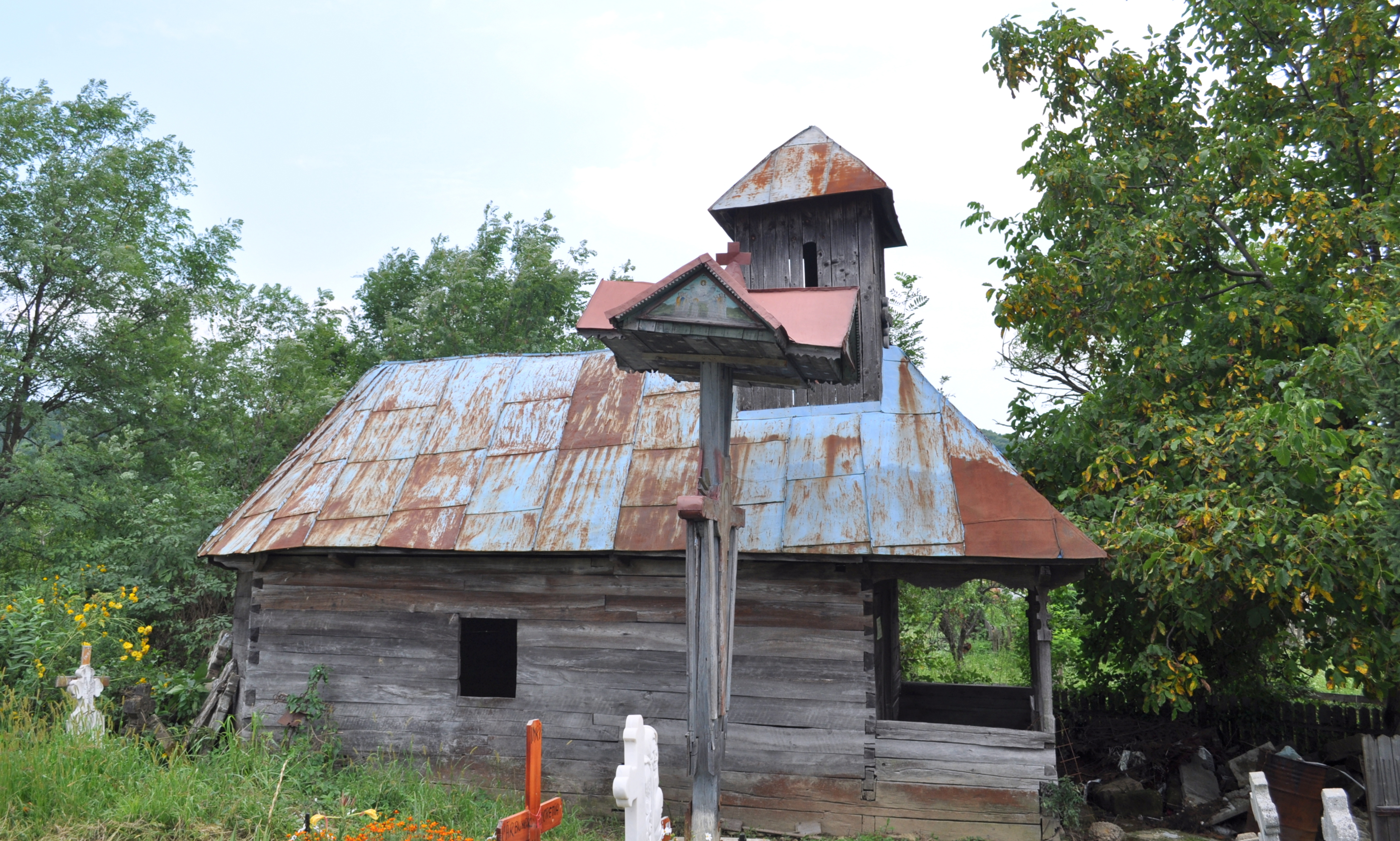
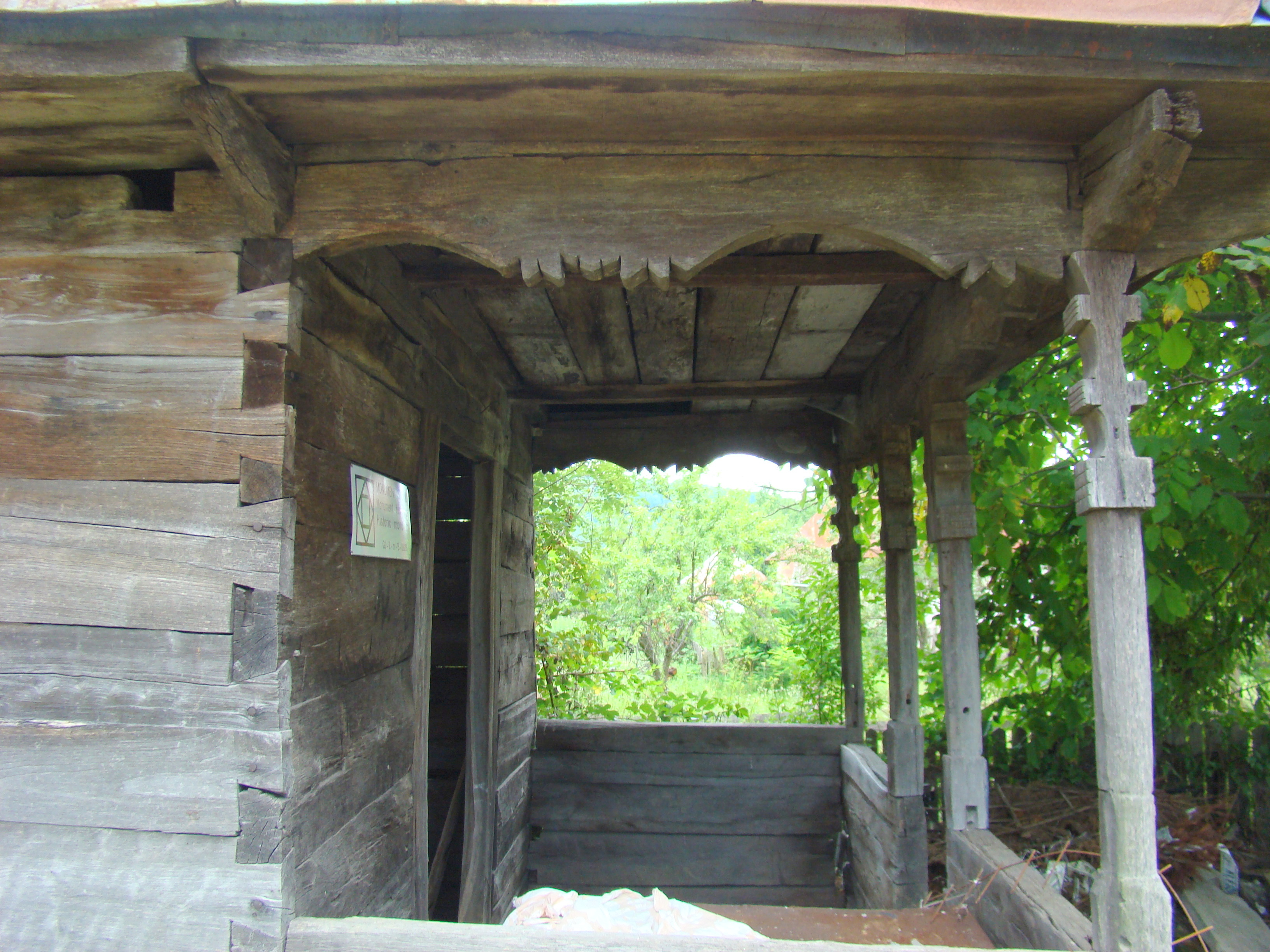
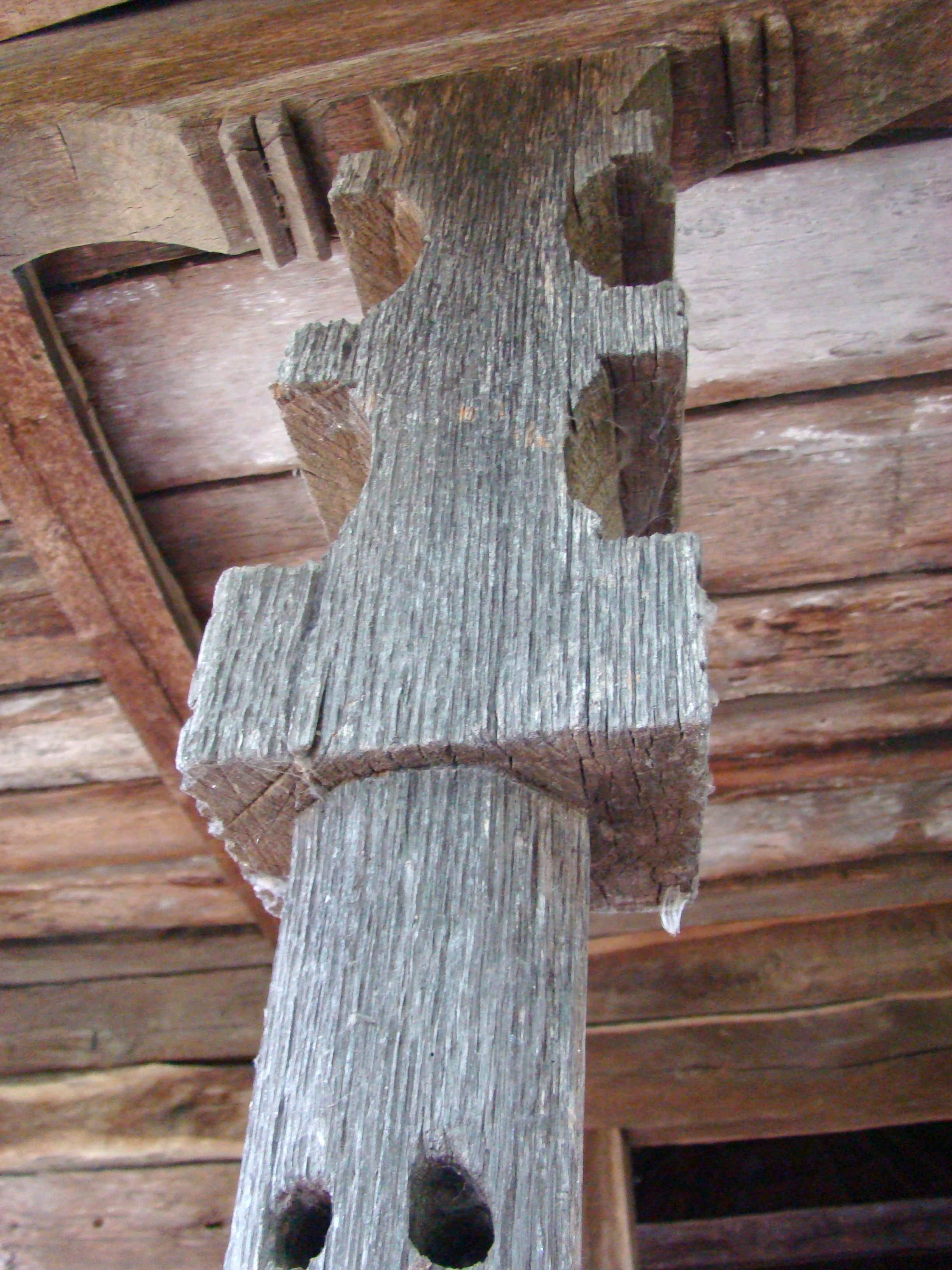
Stâlp de lemn la pridvor
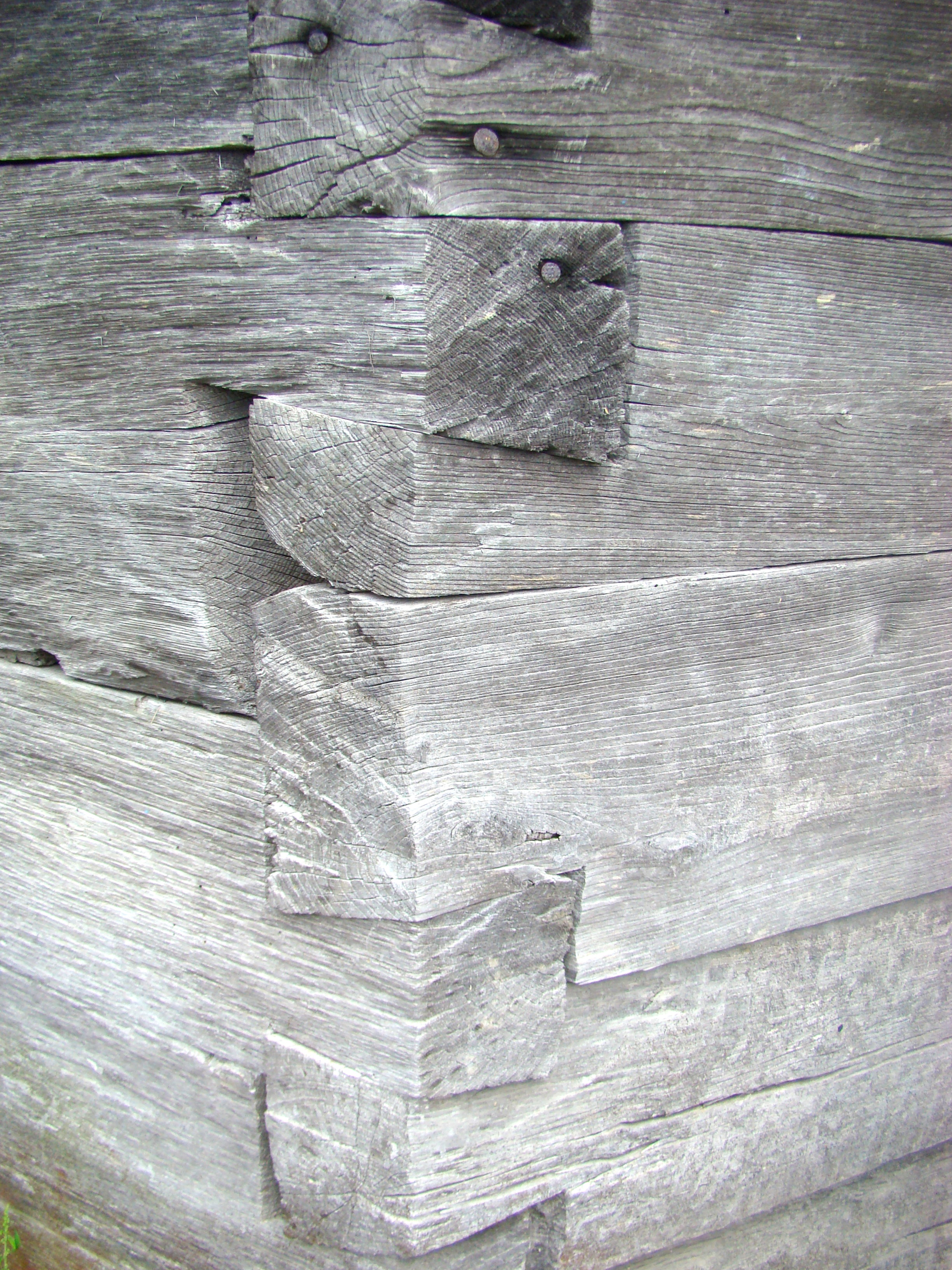
Îmbinări
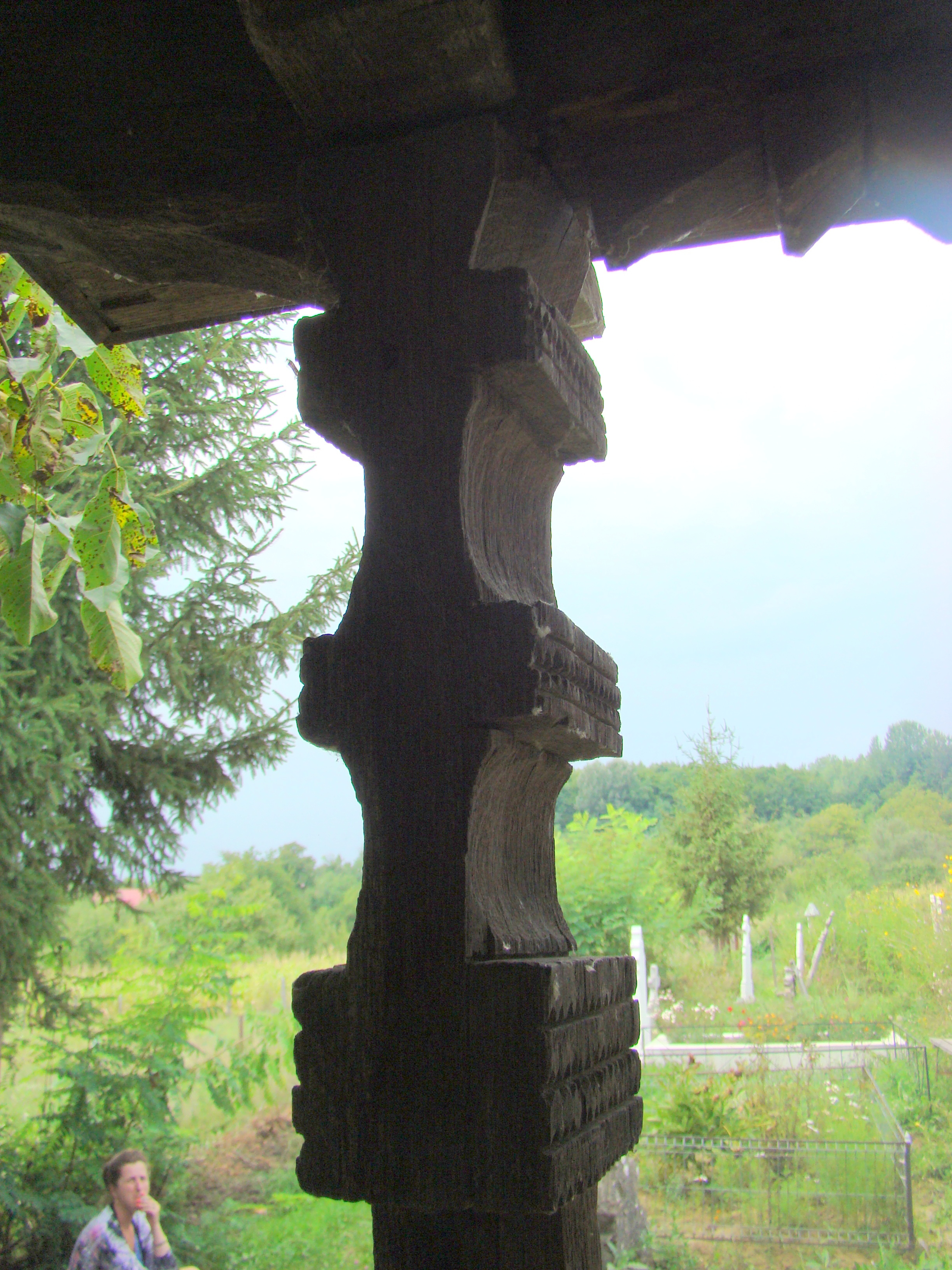
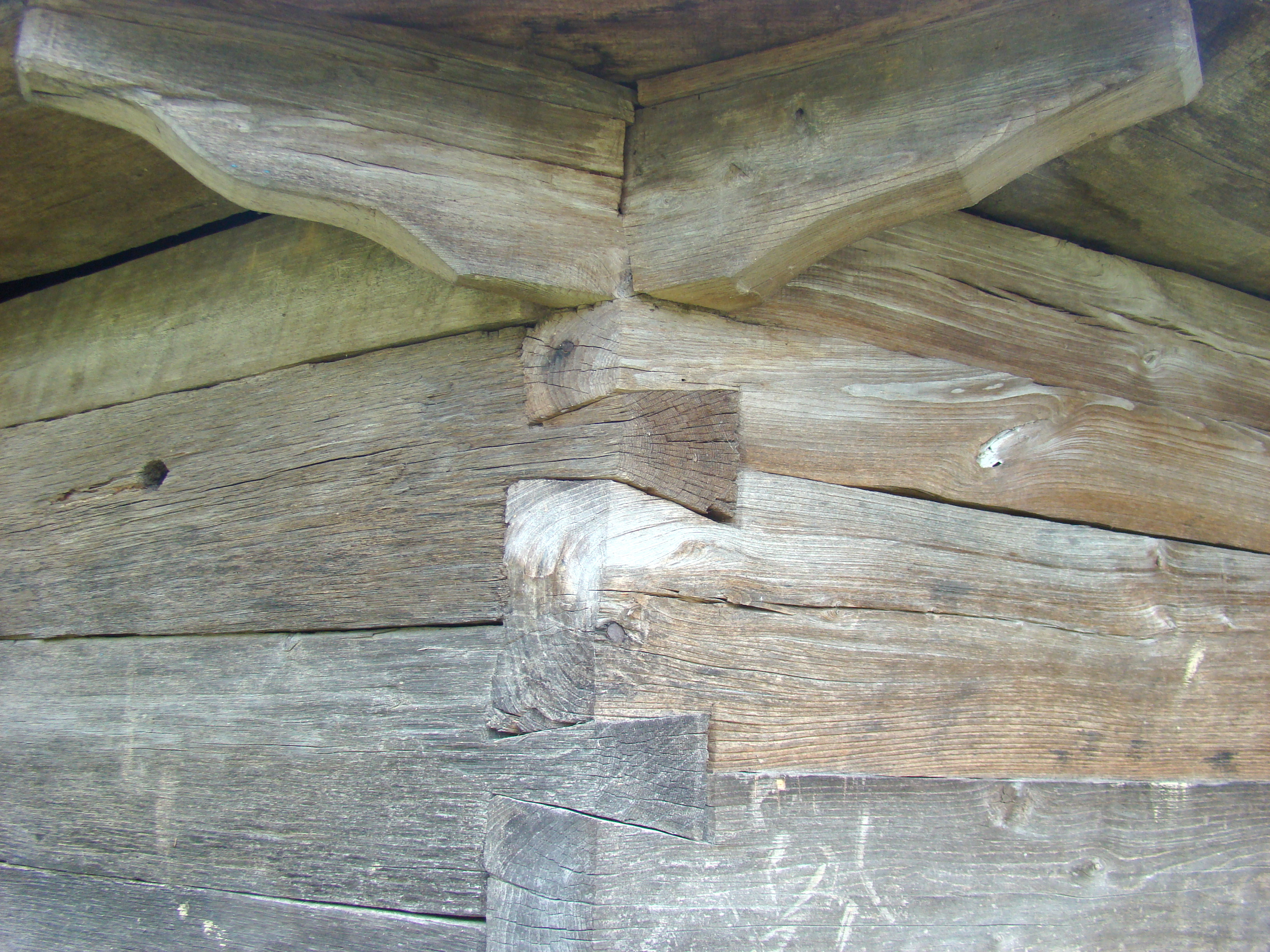
Console
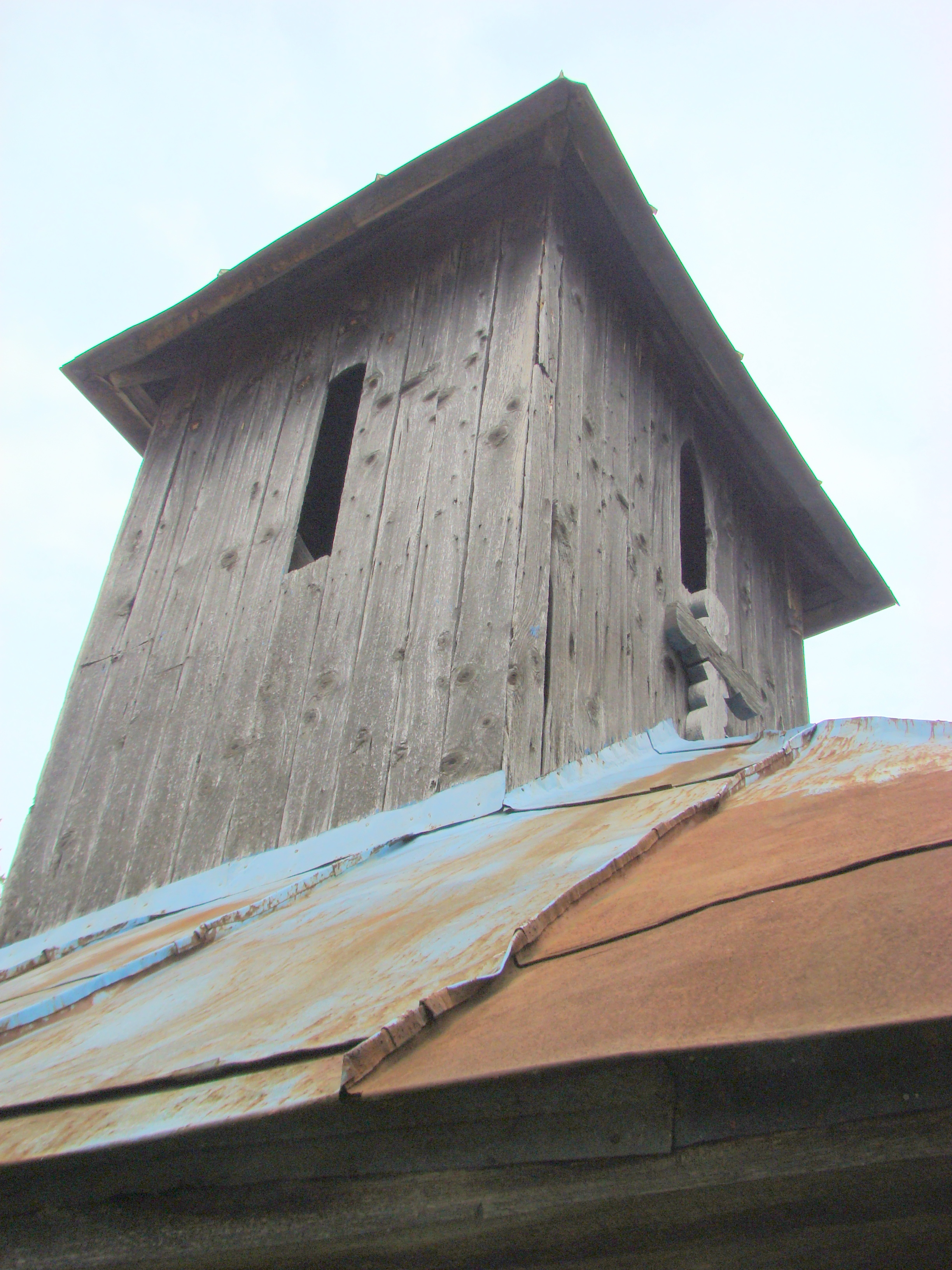
Turnul–clopotniţă
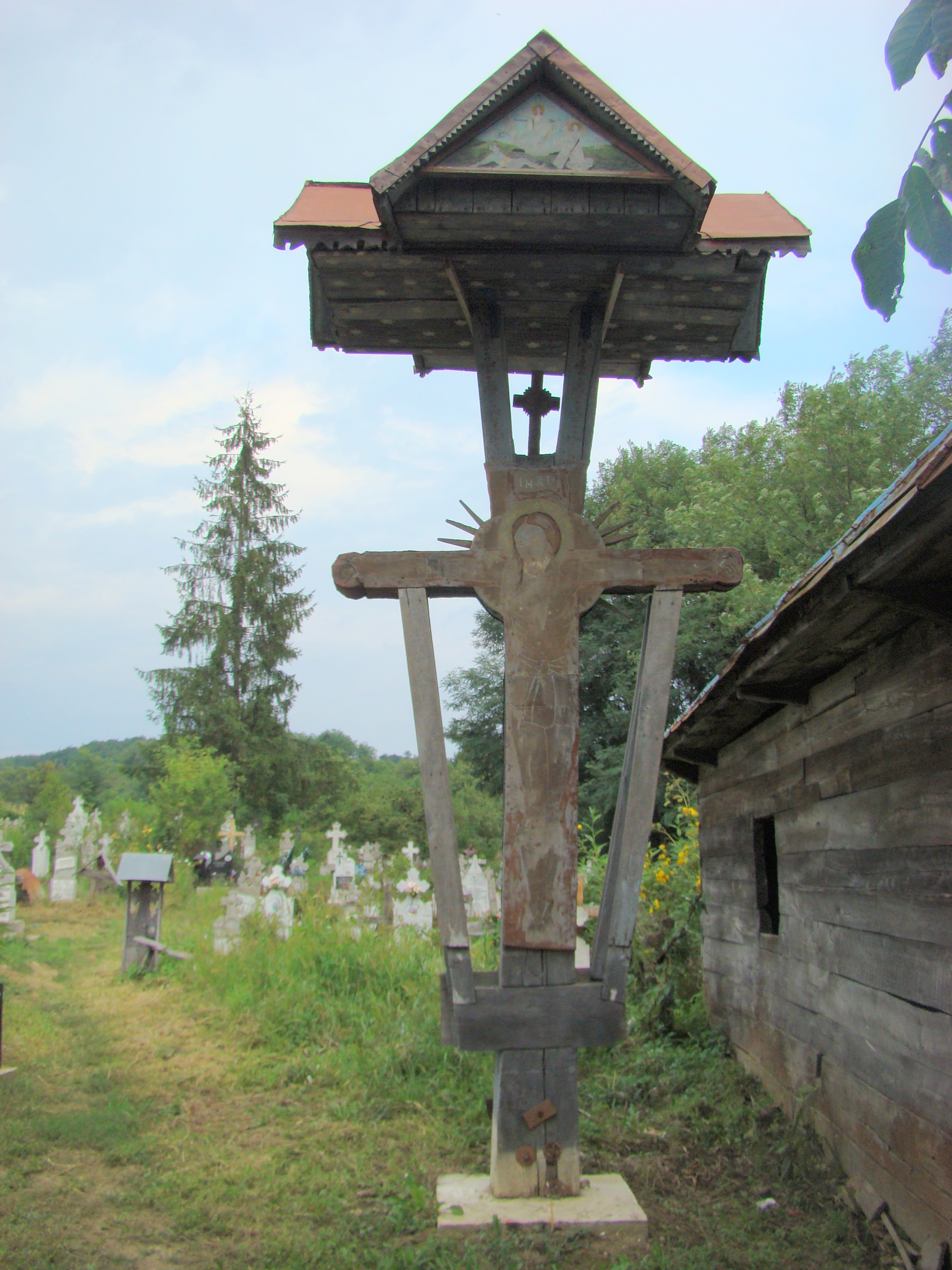
Troița
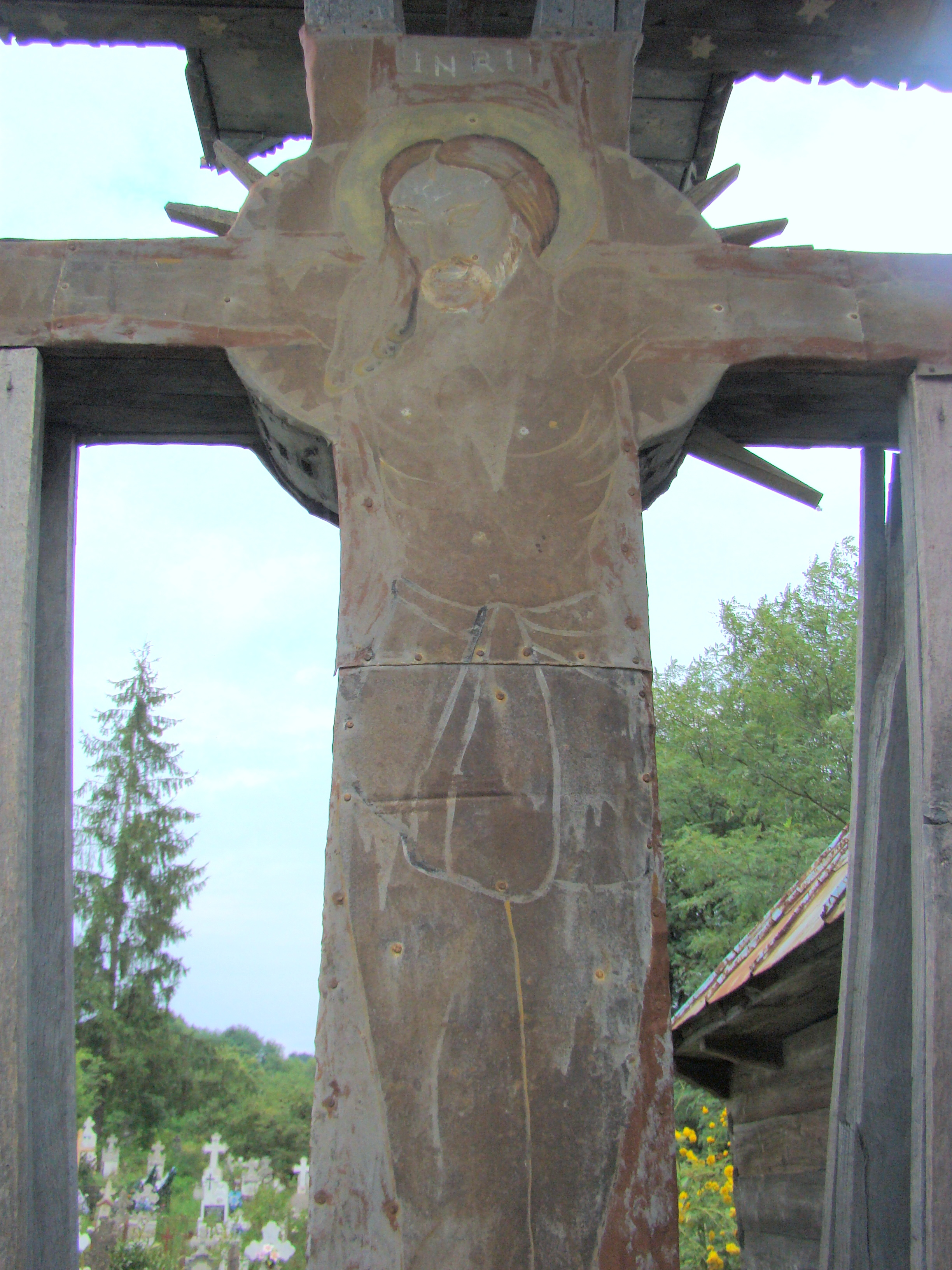